# گمینا گیزاوکی
گمینا گیزاوکی (به لهستانی:  Gmina Gizałki) یک گمینا در لهستان است که در شهرستان پلشف واقع شده‌است. گمینا گیزاوکی ۱۰۸٫۵۶ کیلومتر مربع مساحت و ۴٬۶۲۸ نفر جمعیت دارد.